# Antwerp Giants
Die Antwerp Giants sind ein belgischer Basketballverein, deren Trägergesellschaft als „vzw“ ihren Sitz im Antwerpener Stadtteil Deurne hat. Die Herrenmannschaft des Vereins spielt in der höchsten belgischen Spielklasse, der BNXT League, und wurde 1995 durch die Fusion der bis dahin erfolgreichsten belgischen Herrenmannschaft Racing Basket Mechelen und der Mannschaft Sobabee aus Antwerpen als Racing Basket Antwerpen gegründet. Nach der Fusion gelang bislang bei den Herren der Gewinn des nationalen Doubles im Jahr 2000 und unter neuem Namen als Giants ein weiterer Pokalsieg 2007. Seit der Saison 2007/08 tragen die Giants ihre Heimspiele in der Lotto Arena aus.

## Geschichte
zur Geschichte von Racing Basket aus Mechelen: siehe Racing Basket Mechelen
Der 15-malige belgische Meister Racing Mechelen war 1995 nicht mehr zahlungsfähig. Die Reste der professionellen Herrenmannschaft gingen mit dem Verein Sobabee, der zuvor eine Spielgemeinschaft mit Soba Kiel Antwerpen gebildet hatte, eine Fusion zum Verein Racing Basket Antwerpen ein. Sobabee war 1949 als Lackbors BBC in Antwerpen gegründet worden, der 1975 im Verein Sobabee aufging. 2005 benannte sich der neue Racing Basket Antwerpen in Antwerp Giants um.
Neben den Titelerfolgen 2000 in Meisterschaft und Pokal und 2007 im nationalen Pokalwettbewerb nahmen die Antwerp Giants auch an internationalen Vereinswettbewerben teil. Neben einer Teilnahme im ULEB Cup 2007/08, wo man in der Vorrunde nur knapp an einem Weiterkommen unter anderem gegen die Allianz Swans Gmunden scheiterte, erreichte man in der EuroChallenge als bestes Ergebnis jeweils das Viertelfinale 2010. Zuvor hatte man bei Wettbewerben der FIBA Europa im Korać-Cup 2000 das Achtelfinale und im Saporta-Cup 2001 das Viertelfinale erreicht.

## Vereinsnamen
Der Verein trug in der Vergangenheit verschiedene Namen. Seit 1999 erwarben Sponsoren den Clubnamen.
- 1962–1995: Racing Mechelen
- 1996–1998: Racing Basket Antwerpen
- 1999–2004: Racing Basket Telindus Antwerpen
- 000002005: Racing Basket Daewoo Antwerpen
- 2006–2008: Sanex Antwerp Giants
- 2009–2011: Antwerp Diamond Giants
- 2011–2017: Port of Antwerp Giants
- Seit 0 2017: Telenet Giants Antwerp

## Bekannte Spieler
| - Rik Samaey 1995/96 - Paul Bayer 1995–1997, 2000–2002, 2004/05 - Gary Collier 1995–1997 - Roger Huggins 1997–2000 - Shaun Stonerook 2000/01 - Pieter Loridon 2000–2006 - Roel Moors 2000–2002, seit 2009 - Darius Hall 2001/02 - Gyasi Cline-Heard 2001/02 | - David Arigbabu 2003/04 - Tunji Awojobi 2004/05 - Péter Lóránt 2005/06 - Gur Shelef 2005–2007 - Dwayne Archbold 2006/07 - Brandon Gay 2007–2010 - / Brian Lynch 2008/09 - Christophe Beghin 2008–2010 - Randy Oveneke 2008–2011 | - Tim Black 2008–2013 - Salah Mejri 2010–2012 - / Ralph Biggs 2011–2013 - Yannick Driesen seit 2012 - Barry Stewart seit 2013 |